# عبد الحميد تمار
حميد تمار (المولود عام 1938 في تلمسان، الجزائر) هو سياسي جزائري وأستاذ القانون.

## السيرة الذاتية
شارك في الحرب الجزائرية كضابط في جيش التحرير الوطني (1957-1962). منحت وسام الشرف.
بعد الاستقلال، تقلد منصب رئيس قسم الشؤون الاقتصادية والاجتماعية التابعة للمكتب السياسي للحزب جبهة التحرير الوطني (FLN).
أستاذ وعميد كلية الحقوق والاقتصاد بجامعة الجزائر
انضم إلى الأمم المتحدة في عام 1981 كمستشار تقني رئيسي في البنين وتم نقله إلى الأمانة العامة للأمم المتحدة في نيويورك كمستشار أخصائي أقاليمي في التنمية الاقتصادية والحكم. وبهذه الصفة ، ساعد الدول الأعضاء في الأمم المتحدة الإفريقية والعربية والآسيوية في تقييم وتطوير الاستراتيجيات الاقتصادية وصياغة وتنفيذ الإصلاحات والسياسات الاقتصادية ، وكذلك تطوير برامج لتعزيز قدرات الإدارة الاقتصادية لهذه البلدان. وضمن إطار الأمم المتحدة ، ركزت على إعداد وعقد اجتماعات المائدة المستديرة للمانحين لتنفيذ برامج إعادة تأهيل وإنعاش الاقتصادات في قبضة الأزمات الخطيرة. كما شارك في عمليات حفظ السلام ، وخاصة في كمبوديا وأنغولا [بحاجة لمصدر] .
انه يكرس نفسه لقراءة الكتب عن التاريخ والفلسفة القديمة ومارس السباق [بحاجة لمصدر] .

## المؤلف
عبد الحميد تمار مؤلف كتب عن الاقتصاد الجزائري وقد نشر العديد من المقالات حول التنمية الاقتصادية.

## جوائز
حصل على وسام الشرف والميدالية الوطنية «الاستحقاق الثقافي» لمساهمته في مجال الاقتصاد بالجزائر ، وزينت من قبل الأمم المتحدة لخدمته في أخطر المواقف [بحاجة لمصدر] .